# Милена Лазаревић Поповић
Милена Лазаревић Поповић (Крагујевац, 16. август 1988) српска је вокална солисткиња Радио Телевизије Србије и Радио Београда. Једна од вокалних солисткиња која је снимала за трајни архив Радио Београда. Добитница је значајних признања и награда у домену очувања националног музичког стваралаштва Србије.

## Биографија
Рођена је 16. августа 1988. године у Крагујевцу. Завршила је нижу и средњу музичку школу „Др Милоје Милојевић” у Крагујевцу, одсек за соло певање, нижу у класи професора Предрага Милановића, а средњу у класи професорке Лидије Јевремовић. Упоредо је завршила средњу економску школу, а након исте стекла звање дипломираног економисте на Факултету за пословне студије и право. Ипак, њен пут ка музици се одвијао сасвим спонтано, те је током школовања постала вокална солисткиња Центра за неговање традиције и културе „Абрашевић“ у Крагујевцу. Постала је члан хорова: „Кир Стефан Србин”, „Лицеум”, „Инструментариум”, народног оркестра „Крагујевац Концерт”, ансамбла „Ђурђеви ступови”. Године 2009. у просторијама Радио Београда полагала је аудицију за радио певача пред стручним жиријем чији је председник била Мерима Његомир. Истог тренутка постала је члан певачког студија који је Мерима Његомир водила у оквиру музичке продукције Радио Телевизије Србије. Уследили су бројни солистички наступи на концертима Радио Београда, али и у емисијама реализованим од стране Радио Телевизије Србије. Успешно је сарађивала, наступала и снимала са народним оркестрима и ансамблима Љубише Павковића, Владе Пановића, Бранимира Ђокића и Синише Вићентијевића, Мише Мијатовића, Александра Софронијевића, Часлава Љубеновића. У уметничкој каријери, издваја се и сарадња са војним оркестром „Станислав Бинички” Министарства одбране Републике Србије под диригентском палицом Војкана Борисављевића.
Представљала је забавну и народну песму Србије у многим престижним концертним дворанама, али и центрима за науку и културу: У Коларчевој задужбини, Опери и Театру Мадленианум, београдском Центру Сава, Дому синдиката на Тргу Николе Пашића, Центру Руски дом, на београдском стадиону Ташмајдан, као и на бројним позоришним сценама и сценама осталих центара за културу у градовима широм Србије, Босне и Херцеговине, Македоније, Црне горе, Румуније, Мађарске. Много пута је дала свој допринос у оквиру очувања нематеријалне културне баштине Србије наступима у великим серијалима Радио Телевизије Србије: „Даровница”, „Свирај оно наше”, „Иде миле”, „60 најлепших народних песама”, „Песма и Бинго”, „Жикина Шареница”, као и путујућим караванима Радио Телевизије Србије. Сарађивала је са телевизијском музичком уредницом Неном Кунијевић, те је више пута за потребе емисија из њеног серијала снимала најлепше одабране песме које је представљала у емисијама „Лети, лети песмо моја мила”, „Сети се моје песме”, „Златни гласови Радио Београда” снимљених у част проминентних вокалних солиста Радмиле Димић, Маре Ђорђевић, Ксеније Цицварић, Вере Ивковић. Стварала је трајне снимке за архив Радио Београда, а неки од објављених су: Каранфиле цвеће моје, Запевала Булбул птица, Шетајући поред Љубовића, Заљубљена душа.

## Награде
Од 2009. године до данас добила је много истакнутих признања за најбољу интерпретацију, али и очување народног изворног стваралаштва од заборава:
- Најбољи вокални солиста „Шумадијске игре”
- Златни глас фестивала „Прођох Левач прођох Шумадију”
- Најбољи вокални солиста на фестивалу „Sus pe arges la izvoare” Питешти, Румунија
- Најбољи вокални солиста на фестивалу „Златни опанак”[9]
- Прва награда на фестивалу Јасеничко прело
- Друга награда стручног жирија на фестивалу народне музике „Драгиша Недовић”
- Специјална награда публике на фестивалу „Царевчеви дани“, Велико Градиште
- Апсолутни победник фестивала „Старе стазе” у Сарајеву са песмом Тамо где љубав чека на нас двоје коју је написала Станија Бркић, аранжирао Бобан Продановић, а компоновао Миша Мијатовић.[10]

Милена је снимила и песме:
- Бој на Косову
  - текст: Данијела Славнић, музика и аранжман: Влада Тодосијевић
- Никољдан
  - текст: Саша Божовић, Микица Антонић, Горан Корцеба, музика: Микица Антонић, аранжман: Микица Антонић, микс и мастеринг: Немања Антонић
- Опет бих те миловала
  - текст, музика и аранжман: Влада Пановић
- Децембарске сузе
  - текст: Жељко Самарџић Панонац, музика: Мирон Сивч, аранжман: Дубравко Исаков
- Тамо где љубав чека на нас двоје
  - текст: Станија Бркић, музика: Миша Мијатовић, аранжман: Бобан Продановић
- Два света
  - текст: Дејан Вукајловић, музика и аранжман: Милос Матејић Милтон
- И да те не волим
  - текст и музика: Зоран Дашић Даша, аранжман: Александар Софронијевић

## Фестивали
- „Драгиша Недовић”, Крагујевац, друга награда стручног жирија
- „Старе стазе”, Сарајево, прва награда стручног жирија[10]